# 54
Aquesta pàgina és per a l'any. Per al nombre, vegeu cinquanta-quatre.

## Esdeveniments

### Llocs

#### Imperi Romà
- Neró es converteix en emperador.
- Neró intenta prohibir els jocs dels gladiadors.
- Es publica l'obra filosòfica de Sèneca.
- Dos centurions són enviats al sud d'Egipte per trobar les fonts del Nil, i les possibles noves províncies.

#### Àsia
- Judea torna a mans d'Herodes I Agripa.

### Temàtiques

#### Religió
- Pau de Tars s'inicia la seva tercera missió.
- Apol·ló, més tard un ajudant de Pau, converteix Efes al cristianisme.

## Necrològiques
- 13 d'octubre - Claudi, emperador de l'Imperi Romà, probablement enverinat per la seva dona.
- Domicia Lépida Menor, vídua de Marc Valeri Messal·la Barbat Appià i mare de Valèria Messal·lina.
- Ban Biao, historiador xinès.